# Podłęż (gromada)
Podłęż – dawna gromada, czyli najmniejsza jednostka podziału terytorialnego Polskiej Rzeczypospolitej Ludowej w latach 1954–1972.
Gromady, z gromadzkimi radami narodowymi (GRN) jako organami władzy najniższego stopnia na wsi, funkcjonowały od reformy reorganizującej administrację wiejską przeprowadzonej jesienią 1954 do momentu ich zniesienia z dniem 1 stycznia 1973, tym samym wypierając organizację gminną w latach 1954–1972.
Gromadę Podłęż z siedzibą GRN w Podłężu utworzono – jako jedną z 8759 gromad na obszarze Polski – w powiecie garwolińskim w woj. warszawskim, na mocy uchwały nr VI/10/2/54 WRN w Warszawie z dnia 5 października 1954. W skład jednostki weszły obszary dotychczasowych gromad Domaszew (z wyłączeniem kolonii Topolin), Podłęż, Podwierzbie, Ruda Tarnowska, Ostrów i Samogoszcz ze zniesionej gminy Podłęż oraz wieś Damirów, kolonia Damirów A i kolonia Damirów B z dotychczasowej gromady Wanaty ze zniesionej gminy Łaskarzew w tymże powiecie. Dla gromady ustalono 22 członków gromadzkiej rady narodowej.
31 grudnia 1959 do gromady Podłęż przyłączono wsie Leonów i Szkółki Krempskie ze znoszonej gromady Krempa w tymże powiecie.
31 grudnia 1961 do gromady Podłęż przyłączono wsie Kraski Dolne, Kraski Górne, Kraski Nowe i Pasternik ze znoszonej gromady Ryczywół w powiecie kozienickim w woj. kieleckim.
Gromada przetrwała do końca 1972 roku, czyli do kolejnej reformy gminnej.